# Khánh Xuân, Cao Bằng
Khánh Xuân là một xã thuộc tỉnh Cao Bằng, Việt Nam.

## Địa lý
Xã Khánh Xuân nằm ở phía đông bắc huyện Bảo Lạc, có vị trí địa lý:
- Phía đông giáp xã Xuân Trường
- Phía tây giáp thị trấn Bảo Lạc và xã Phan Thanh
- Phía nam giáp xã Phan Thanh và xã Xuân Trường
- Phía bắc giáp Trung Quốc và xã Cô Ba.

Xã Khánh Xuân có diện tích 58,03 km², dân số năm 2019 là 3.064 người, mật độ dân số đạt 53 người/km².
Trên địa bàn xã có núi Pù Yên Mạ, lũng Pèng Đèo, có dốc Cổng Trời và dốc Lai Thôn, có suối Khuổi Sảng và suối Phia Héo chảy trên địa bàn.

## Hành chính
Xã Khánh Xuân được chia thành 13 xóm: Bản Diểm, Bản Phuồng, Cà Lò, Cốc Pục, Hò Lù, Kha Rào, Lũng Chàm, Lũng Piao, Lũng Quẩy, Lũng Rì, Mác Nẻng, Nà Luông, Nà Phường.

## Lịch sử
Sau năm 1975, Khánh Xuân là một xã thuộc huyện Bảo Lạc.
Đến năm 2019, xã Khánh Xuân được chia thành 19 xóm: Cốc Lại, Cốc Pục, Bản Diềm, Hò Lù, Cà Lò, Kha Rào, Lũng Chàm, Lũng Khuyết, Lũng Piao, Lũng Quang, Lũng Quẩy, Lũng Rỳ, Bản Phuồng, Xum Hẩu, Thăm Han, Nà Luông, Nà Quy, Nà Phường.
Ngày 9 tháng 9 năm 2019, Hội đồng Nhân dân tỉnh Cao Bằng ban hành Nghị quyết số 27/NQ-HĐND về việc:
- Sáp nhập xóm Thăm Han vào xóm Kha Rào
- Sáp nhập hai xóm Nà Quy và Xum Hẩu vào xóm Nà Luông
- Sáp nhập xóm Lũng Quang vào xóm Bản Diềm
- Sáp nhập xóm Lũng Khuyết vào xóm Lũng Rỳ
- Sáp nhập xóm Cốc Lại vào xóm Lũng Piao.